# Спешковское сельское поселение
Спешковское се́льское поселе́ние — муниципальное образование в Очёрском районе Пермского края Российской Федерации.
Административный центр — деревня Спешково.

## История
Статус и границы сельского поселения установлены Законом Пермской области от 10 ноября 2004 года № 1729-352 «Об утверждении границ и о наделении статусом муниципальных образований Очерского района Пермской области»

## Население
| 2010  | 2012  | 2013  | 2014  | 2015  | 2016  | 2017  |
| ----- | ----- | ----- | ----- | ----- | ----- | ----- |
| 1929  | ↗1967 | ↘1947 | ↗1986 | ↘1948 | ↗1965 | ↗1986 |
| 2018  | 2019  |       |       |       |       |       |
| ↘1953 | ↘1926 |       |       |       |       |       |

## Состав сельского поселения
| №  | Населённый пункт | Тип населённого пункта          | Население |
| -- | ---------------- | ------------------------------- | --------- |
| 1  | Абрамичи         | хутор                           | 2         |
| 2  | Балуево          | деревня                         | 5         |
| 3  | Березники        | деревня                         | 49        |
| 4  | Вахруши          | деревня                         | 1         |
| 5  | Веселково        | деревня                         | 2         |
| 6  | Ворониха         | деревня                         | 9         |
| 7  | Галино           | деревня                         | 20        |
| 8  | Дворец           | село                            | 358       |
| 9  | Дружба           | посёлок                         | 159       |
| 10 | Зеленята         | деревня                         | 16        |
| 11 | Карсаново        | деревня                         | 2         |
| 12 | Коса             | деревня                         | 1         |
| 13 | Лужково          | деревня                         | 476       |
| 14 | Мешалки          | деревня                         | 6         |
| 15 | Морозово         | деревня                         | 203       |
| 16 | Новоселы         | деревня                         | 11        |
| 17 | Пермячата        | деревня                         | 24        |
| 18 | Песьяна          | деревня                         | 5         |
| 19 | Погорелка        | деревня                         | 3         |
| 20 | Подгорная        | деревня                         | 4         |
| 21 | Рогали           | деревня                         | 163       |
| 22 | Соломатка        | деревня                         | 1         |
| 23 | Спешково         | деревня, административный центр | 356       |
| 24 | Третьяки         | деревня                         | 22        |
| 25 | Хлопуши          | деревня                         | 20        |
| 26 | Чёрная           | деревня                         | 11        |

Постановлением Правительства Российской Федерации от 21 декабря 1999 года № 1408 «О присвоении наименований географическим объектам и переименовании географических объектов в Ленинградской, Московской, Пермской и Тамбовской областях» новому хутору было присвоено наименование «Абрамичи».